# Abu al-Hasan al-Ash'ari
Abū al-Ḥasan ʿAlī ibn Ismāʿīl al-Ashʿarī, più noto in occidente come al-Ashʿarī (in arabo أبو الحسن الأشعري‎?; Bassora, 874 – Hamadan, 936), è stato un teologo e filosofo arabo, fondatore della scuola giuridico-teologica dell'Asharismo.

## Biografia
Al-Ashʿarī nacque a Bassora, in Iraq, e fu discendente di un famoso compagno di Maometto. Trascorse gran parte della sua vita a Baghdad. Nonostante provenisse da una famiglia di ortodossi, divenne il pupillo del grande maestro dei mutaziliti al-Jubbāʿī, e lui stesso rimase con i mutaziliti fino all'età di quarant'anni. 
Nel 912 abbandonò i Mutaziliti e divenne uno dei loro più noti oppositori, usando i metodi filosofici che gli avevano insegnato. Al-Ashʿarī quindi trascorse gli ultimi anni di vita sviluppando un suo modello filo-teologico scrivendo molti trattati polemici nei confronti dei mutaziliti. Lui stesso affermò di aver composto oltre un centinaio di lavori, dei quali solo quattro o cinque furono diffusi pubblicamente e ne fu provata l'esistenza.

## Opere
Al-Ashʿarī si mise in evidenza, tra i primi filosofi musulmani, per i suoi insegnamenti sull'atomismo, influenzato dai concetti sugli atomi, del tempo e del senso della vita sviluppati dagli antichi greci e dagli indù; rispetto alle sue fonti originarie, al-Ashʿarī aggiunse la figura fondamentale di Allah, posta al centro dei fenomeni della creazione e della vita del cosmo. Quindi, secondo il concetto di al-Ashʿarī, gli uomini non sono in grado di percepire i veri segnali e le dinamiche della vita, del mondo e della creazione.
I musulmani lo considerano giustamente come il fondatore della corrente di pensiero del cosiddetto Asharismo che in seguito fu alimentato in diverso modo da pensatori quali al-Razi, al-Maturidi, al-Baqillani, l'Imam al-Haramayn Juwayni o al-Ghazali, personaggi molto vicini alla scuola giuridica islamica sciafeita. Secondo alcuni storici, nell'ultimo periodo di vita, al-Ashʿarī deviò verso l'eresia athari che si era accostata a una concezione antropomorfista di Allah
Durante il corso della sua vita, al-Ashʿarī, si è sempre opposto alla visione religiosa della scuola mutazilita a causa della eccessiva enfasi posta da questa ultima alla ragione, inoltre ha sempre criticato la visione teologica ortodossa della scuola zahirita, di quella degli antropomorfisti e dei tradizionalisti.
Lo studioso asharita Ibn Furak ha valutato in 300 l'insieme delle opere prodotte da Abu al-Hasan al-Ashʿarī, mentre il biografo Ibn Khallikan ha calcolato un numero di lavori pari a 55.
Solo una piccola parte di queste opere è giunta fino a noi; le tre più importanti fra esse sono:
- Maqālāt al-islāmiyyīn, in cui egli esaminò i problemi del kalām, del nome divino e degli attributi di Allah;
- Kitāb al-luma;
- Kitāb al-ibāna ʿan usūl al-diyān, trattato di critica nei confronti della dottrina del Mutazilismo.